# Синдром разрушения пчелиных семей
Синдром разрушения пчелиных семей (колоний) — явление, заключающееся в том, что рабочие особи медоносных пчёл навсегда покидают ульи, оставляя там маток, запасы еды и пчёл-кормилиц. Средний уровень зимней потери численности пчёл за 2007—2013 годы в США составил 30 %, при нормальном уровне 15 %. Синдром не повлиял на общую численность медоносных пчёл, так как пчеловоды восстанавливают колонии путём разделения ульев. В 2014—2017 годах уровень потерь снизился до 24 %, но здоровье пчелиных семей в целом вызывает опасения.
Синдром разрушения пчелиных семей привлёк внимание общественности и часто под ним понимаются более общие проблемы, наносящие урон здоровью пчёл, среди которых заражение пестицидами, потеря среды обитания из-за монокультурного подхода к фермерству и другие.

## История
Синдром разрушения колоний впервые был описан в 2006 году в США, когда наблюдался пик явления.
Согласно данным Всемирного фонда защиты пчёл, каждую зиму в США вымирает 30—35 % пчелиных колоний.
Впоследствии то же стало наблюдаться в нескольких странах Европы: в Бельгии, Болгарии, Франции, Нидерландах, Греции, Италии, Португалии и Испании и в меньшей степени в Швейцарии и Германии.
В Северной Ирландии в 2009 году сообщалось о двойном снижении популяции пчёл.
В целом по Европе каждый год теряется по 20 % пчелиных семейств, аналогичная тенденция начинает прослеживаться в Латинской Америке и в Азии (сообщается о возможных случаях проявления синдрома на Тайване).
В период 2016—2018 годов синдром разрушения колоний ярко проявился на Украине и в южных регионах России.

## Причины
Причины этого явления пока до конца не выяснены, однако высказываются мнения о том, что оно может быть вызвано воздействием и биотических факторов окружающей среды, и хозяйственной деятельности человека, и комплексом этих и других факторов.
В число биотических факторов в первую очередь включается варроатоз (паразитарное заболевание медоносных пчёл) и ряд заболеваний, вызываемых патогенными микроорганизмами.
Клещи варроа, внедрившись в улей, поражают пчёл и их потомство. В Европу клещ был завезён в 1960-х годах из Китая и Индии вместе с дикой индийской пчелой Apis cerana indica, на которой клещ паразитирует в дикой природе. Начиная с 1980-х, каждую из пасек Евразии можно априори считать заражённой клещом варроа.
К настоящему времени ряд популяций клеща адаптировался к акарицидам системного действия, используемым для его уничтожения. С другой стороны, после обработки ульев инсектицидами мёд не подлежит продаже, поэтому противоварроатозные обработки невозможно проводить систематически в течение всего сезона медосбора.
Среди других определяющих причин называют изменение условий окружающей среды, недостаток пищи и дезинсекцию с использовании пестицидов (например, имидаклоприд).
Поскольку большинство погибших пчёл обнаруживаются на полях (лишь немногие из них в состоянии долететь до улья и уже там умереть), то имеются веские основания подозревать в отравлении пчёл химикаты, применяемые недобросовестными сельхозпроизводителями для обработки полей (особенно рапса).
Предпринимались попытки связать синдром с выращиванием ГМ-растений. Однако мета-анализ 25 работ по изучению влияния генно-модифицированных растений на пчёл показал, что они не влияют на выживание взрослых пчёл и их личинок. Больше того, между регионами, где происходили исчезновения пчёл, и регионами, где культивируются ГМ-растения, корреляция отсутствует.
Губит пчёл и нозематоз, европейский гнилец, американский гнилец, 19 вирусных инфекций, которые пока не научились лечить.
Причиной может быть также переохлаждение (особенно зимой, в морозы). Высказываются предположения и о том, что причиной может служить сочетание сразу нескольких факторов.

## Меры противодействия
В начале XXI века пчеловоды вновь обратились к помощи органических (муравьиной и щавелевой) кислот, от которых когда-то отказались из-за больших сложностей работы с ними — пчеловоду гораздо проще использовать против клеща Варроа химикаты, чем кислоты, 3—4 раза за сезон обрабатывая химикатами улей (и при этом часто, в 20—30 % случаев, повреждается пчеломатка).
Сегодня нельзя заводить пасеку вблизи посевов рапса — его опрыскивают 2—3 раза за сезон. Пчёлы этого не выдерживают: сначала становятся агрессивными, а через месяц-другой покидают улей. Однако более характерный вред от соседства пчёл с посевами рапса заключается в непригодности рапсового мёда для зимовки. Пчелиная семья, оставленная на зимовку с таким мёдом, в большинстве случаев погибает.